# 신평버스터미널 (당진시)
신평버스터미널은 충청남도 당진시 신평면 덕평로 1392 (거산리 173-17)에 위치한 대한민국의 시외버스 터미널이다.
실제로는 터미널 건물이 존재하지 않고, 도로변에 시외버스가 정차하는 시외버스정류장이라고 보는 것이 맞다.

## 운행 노선
| 방면        | 행선지 |
| ----------- | --- |
| 수도권 방면 | 서울남부, 동서울, 수원, 안산, 안성, 안중, 인천, 평택                                                         |
| 충청권 방면 | 기지시, 당진, 대전, 서대전, 삽교천, 서산, 신례원, 신창, 온양(아산), 예산, 운산, 유구, 음암, 천안, 태안, 합덕 |

## 특이사항
- 매표 업무는 근처 CU편의점에서 위탁 운영한다.
- 서울남부와 동서울, 인천으로 가는 시외버스 노선 중 합덕에서 출발하는 버스는 거산삼거리 근처 삼성미용원 앞에서 승차해야 한다.
- 당진에서 출발하는 대부분의 시외버스는 거산삼거리 근처 농협 하나로마트 앞 버스정류장에서 승차한다.